# Melanophthalma keleinikovae
Melanophthalma keleinikovae es una especie de coleóptero de la familia Latridiidae.

## Distribución geográfica
Habita en Panamá.